# Bernard Silvestre
Bernard Silvestre, en llatí Bernardus Sylvestris (c. 1100 - c. 1165 / c. 1075 - c. 1126 segons Benoît Patar) poeta i filòsof francès del segle xii que escrigué en llatí i que de vegades se l'ha confós amb Bernard de Chartres.

## Biografia i filosofia
Hi ha molt poques dades sobre la seva trajectòria vital; només que el 1147 presentà la seva obra més important, la Cosmographia o De mundi universitate al Papa Eugeni III. Es formà en les teories pitagòriques inserides en el platonisme de l'Escola de Chartres, en particular en el Timeu, però assimilà fortament la ciència àrab, en especial l'astrologia, i lectures paganes (Ovidi, Boeci, Juvenal, Manili) al seu De mundi Universitate, un prosimetrum (mescla de prosa i vers habitual en l'edat mitjana) en què descriu la formació del món per la ment divina (nous), assistida per Natura i per altres figures mitològiques i al·legòriques (Urània, Fisis, Geni, etc.) expressió de les forces naturals a les quals està confiada la formació de l'ornatus de l'home. Mescla en aquest llibre a més el Gènesi, Plató, Plini el Vell, Calcidi, Macrobi, etc. en un estil rebuscat, obscur i confús, per la qual cosa les interpretacions que s'han donat de l'obra són molt diverses: panteista (Alexandre Clerval), mitòloga (Carl Sigmund Barach i Johann Wrobel), paganisme relacionat amb el Cristianisme (Lynn Thorndike), expositora del Gènesi a la llum i en el marc de Plató i Calcidi (Étienne Gilson), monista (Maurice de Wulf), etc. Per a Bernard Silvestre hi ha dos mons, a l'estil platònic, però dotat cadascun d'una Trinitat: la Trinitat supercòsmica (el Pare o Tugaton, el Fill o Nous i l'Esperit Sant) i la Trintiat còsmica (l'Entelèquia o ànima del món, la Natura i la Imarmene, o llei necessària que regeix la producció i successió de les coses). La creació, doncs, no la realitza Déu directament, sinó a través del Nous, de l'ànima del món i de la Natura. L'home és compendi de tot i està fet dels quatre elements (el cos) i de la resta de l'ànima del món (ànima).
Al seu Mathematicus i al seu Experimentarius (traduccions d'un tractat astrològic i d'un altre geomàtnic siríacs d'Abu-Màixar i Thâbit ibn Qurra) el naturalisme platònic es corona amb una conclusió astrològica. Quant a un Comentari als sis primers llibres de l'Eneida de Virgili que se li atribueix, interpreta des del sentit moral com si trobés amagats als seus sis llibres les sis etapes de la vida humana. Així doncs, estaria al·legoritzat el creixement de l'esperit humà (Enees) en deixar enrere el món sensible (Dido) i ascendir al món d'ultratomba a contemplar el Pare.

## Obres
- Cosmographia (o De Mundi universitate sive Megacosmus et Microcosmus, 1147), traduït al francès per M. Lemoine, Bernard Silvestre. Cosmographie. introduction, traduction et notes, Cerf, 1998.
- Experimentarius, a Revista critica di storia della filosofia, XIV (1959), p. 283-342.
- Mathematicus, trad. an. en Archives d'histoire doctrinale et littéraire du Moyen Âge, LXII (1996), p. 209-283.